# 本週病毒學
本週病毒學（英語：This Week in Virology，簡稱TWiV）是美國病毒學家、哥倫比亞大學教授文森特·拉卡尼洛主持的科學類Podcast節目，共同主持人包括科學記者艾伦·多夫（Alan Dove）、病毒學家里奇·康迪特（Rich Condit，佛羅里達大學教授）、迪克森·德斯波米耶（哥倫比亞大學教授）、凱西·史賓德（Kathy Spindler，密西根大學教授）與布萊恩娜·芭克爾（Brianne Barker，德魯大學教授）等，每週播放一集，以輕鬆的談話向一般大眾介紹病毒學領域的研究新知，每集結尾主持人會挑選幾則聽眾電郵詢問的問題回答，節目的聽眾大多來自美國。
本週病毒學於2008年開播，過去僅播放音檔，2020年起新增了視訊會議形式的影片，另外疫情爆發前每年有數集節目為在美國、歐洲各地的研究機構或研討會現場實體舉行，邀請觀眾進場收看。因本週病毒學的成功，文森特·拉卡尼洛隨後又開播了本週微生物學（This Week in Microbiology，TWiM）、本週寄生蟲（This Week in Parasitism，TWiP）等節目。
2019冠状病毒病疫情期間本週病毒學的聽眾大增，疫情初期播出頻率一度增為一週2－3次，邀請傳染病專家丹尼爾·葛利芬（Daniel Griffin）為固定來賓講解疫情的最新發展，有時則邀請知名防疫專家、病毒學者（如安東尼·弗契、拉爾夫·S·巴里克、史蒂芬·S·摩士、W·伊恩·利普金等）為特別來賓。疫情期間節目評論川普政府的言論與政策，被部分聽眾批評「牽涉過多政治」，主持人則回應「若非政治先干涉科學，我們也不想涉足政治」。

## 外部連結
- This Week in Virology webpage （页面存档备份，存于）
- YouTube上的This Week in Virology播放列表